# بخش سن خوزه
بخش سن خوزه (به لاتین: San José Department) یکی از بخش‌های اروگوئه است. بخش سن خوزه ۱۰۸٬۳۰۹ نفر جمعیت دارد.